# Gruppenbild mit Dame
Gruppenbild mit Dame é um romance do escritor alemão Heinrich Böll, lançado em 1971. O lançamento deste romance foi o fator decisivo para Böll receber o Prémio Nobel da Literatura no ano seguinte.

## Filme
O filme homônimo (diretor: Aleksandar Petrović) com Romy Schneider e Brad Dourif estreou em 1977.